# Oropezella nigra
Oropezella nigra är en tvåvingeart som först beskrevs av Miller 1923.  Oropezella nigra ingår i släktet Oropezella och familjen puckeldansflugor. Inga underarter finns listade i Catalogue of Life.